# 小鱗突頜脂鯉
小鱗突頜脂鯉，為輻鰭魚綱脂鯉目脂鯉亞目脂鯉科的其中一個種。分布於南美洲巴拉圭河及巴拉那河流域，體長可達20公分，棲息在底中層水域，生活習性不明。
其种加词“microlepis”意为“细鳞的”。